# Taean
Taean (Taean-gun, âm Hán Việt: Thái An quận) là một huyện ở tỉnh Chungcheong Nam, Hàn Quốc. Huyện này có diện tích 504,82 km², dân số năm 2003 là 63.930 người.
Huyện Taean có vườn quốc gia Taean Haean, nơi có các bãi biển, san hô. Bãi biển Mallipo dài hơn 3 km. Bãi biển này là nơi có sự cố tràn dầu Triều Tiên năm 2007.

## Đơn vị kết nghĩa
- Seocho-gu, Hàn Quốc